# 里克特山
81°58′S 158°47′E / 81.967°S 158.783°E
里克特山（英語：Mount Richter）是南極洲的山峰，位於奧次地，處於古滕堡冰川和斯塔肖特冰川之間，屬於邱吉爾山脈中霍利約克山脈的一部分，海拔高度2,550米，由美國的物理學家命名，現時由南極條約體系管理。